# Academy Bugt
Academy Bugt är en fjord i Grönland (Kungariket Danmark).   Den ligger i kommunen Qaasuitsup, i den nordvästra delen av Grönland, 1 500 km norr om huvudstaden Nuuk.